# Dear Esther
Dear Esther est un jeu vidéo de type art game développé par le studio indépendant The Chinese Room, sorti en 2012 sur PC (Microsoft Windows et Linux) ainsi qu'OS X.
Jeu vidéo expérimental, il a été publié en juin 2008 en tant que mod du moteur de jeu Source, avant d'être entièrement réaménagé entre 2009 et 2011 pour une sortie commerciale en 2012.
Le jeu ne suit pas les conventions traditionnelles des jeux vidéo, car il impose une interaction minimale du lecteur et ne nécessite pas de choix à faire, ni de tâches à accomplir. Au lieu de cela, il se concentre sur son histoire, qui est racontée par le biais d'un récit épistolaire dont le joueur prend connaissance à travers l'exploration d'une île sans nom dans les Hébrides.
Le jeu a notamment été nommé au Grand prix Seumas-McNally de l'Independent Games Festival en 2012, et il y a reçu le prix Excellence in Visual Art.